# Bolborhynchus ferrugineifrons
Bolborhynchus ferrugineifrons là một loài chim trong họ Psittacidae.